# 33 토마스 스트리트
33 토마스 스트리트(33 Thomas Street)(이전 AT&T Long Lines Building)은 미국 뉴욕주 뉴욕 시 로어 맨해튼 트라이베카 인근에 있는 창문 없는 170 미터 높이의 초고층 빌딩이다. 그것은 토마스 스트리트와 워스 스트리트 사이의 처치 스트리트 동쪽에 있다. 브루탈리즘 건축 양식으로 설계된 이 건물은 상호교환 (장거리) 전화에 사용되는 3개의 주요 4ESS 스위치와 경쟁력 있는 지역 교환 서비스에 사용되는 기타 여러 스위치를 포함하는 전화 교환 또는 유선 센터 건물이다. 다만, 기존 지역교환 사업자 서비스에는 사용되지 않으며, 중앙국도 아니다.
이 시설의 CLLI 코드는 NYCMNYBW이다. 이 건물은 또한 코드명 TITANPOINTE라는 국가 안보국 (NSA)의 대규모 감시 허브가 있을 가능성이 있는 위치로 설명되었다.

## 역사
해당 위치는 이전에 이 지역의 전형적인 철제 건물이 있던 자리였으며, 건물의 정면은 철거 전에 보존되었다. 이 건물은 AT&amp;T Long Lines Department의 핵심 부분으로, 엄격한 보안과 충분한 공간이 필요한 솔리드 스테이트 스위칭 장비를 수용했다. Long Lines은 벨 시스템이 매각된 후 1984년에 AT&T 통신으로 바뀌었다. AT&T Long Lines Building은 현재 거리 주소인 33 토마스 스트리트로 일반적으로 알려져 있다.
AT&T는 불과 몇 블록 떨어진 32 Sixth Avenue에 있는 이전 AT&T Long Lines 본사 건물에서 스위치 및 기타 시설을 점진적으로 이전하여 1999년까지 이전을 완료했다 33 토마스는 여전히 전화 교환에 사용되지만 일부 공간은 아주 안전한 데이터 센터에도 사용된다.
1991년 9월 17일, 관리 오류, 전력 장비 오류 및 사람의 실수가 결합되어 33 토마스에 있는 AT&T의 중앙 사무실 스위치가 비활성화되었다. 500만 건 이상의 통화가 차단되었고, 연방 항공국 전용 회선도 중단되어 미국 북동부 대부분 지역을 서비스하는 398개 공항에 대한 항공 교통 통제가 중단되었다. 문제는 전력회사인 Consolidated Edison이 AT&T에 전력망에서 전력 공급을 일시적으로 중단하고 대신 건물의 현장 발전기를 사용하도록 요청했을 때 발생했다. 요청은 이전 수요 반응 계약의 일부였으며 이전에는 전환이 성공적으로 수행되었지만 이번에는 잘못되었다. 전원을 전환한 후 표준 절차는 DC 플랜트로 알려진 모든 장비 전원 공급 장치에 문제가 있는지 확인하는 것이었다. 그러나 예정된 훈련으로 인해 점검은 이뤄지지 않았고, 한 공장은 배터리 백업에 돌입했다. 무정전 전원을 유지하기에는 너무 늦을 때까지 경보가 감지되지 않았다.
2001년 9월 11일 테러로 세계 무역 센터가 붕괴된 후 AT&T 지역 서비스는 공격으로 손실된 시설을 33 토마스 및 811 Tenth Avenue 로 이전했다.

## 건축

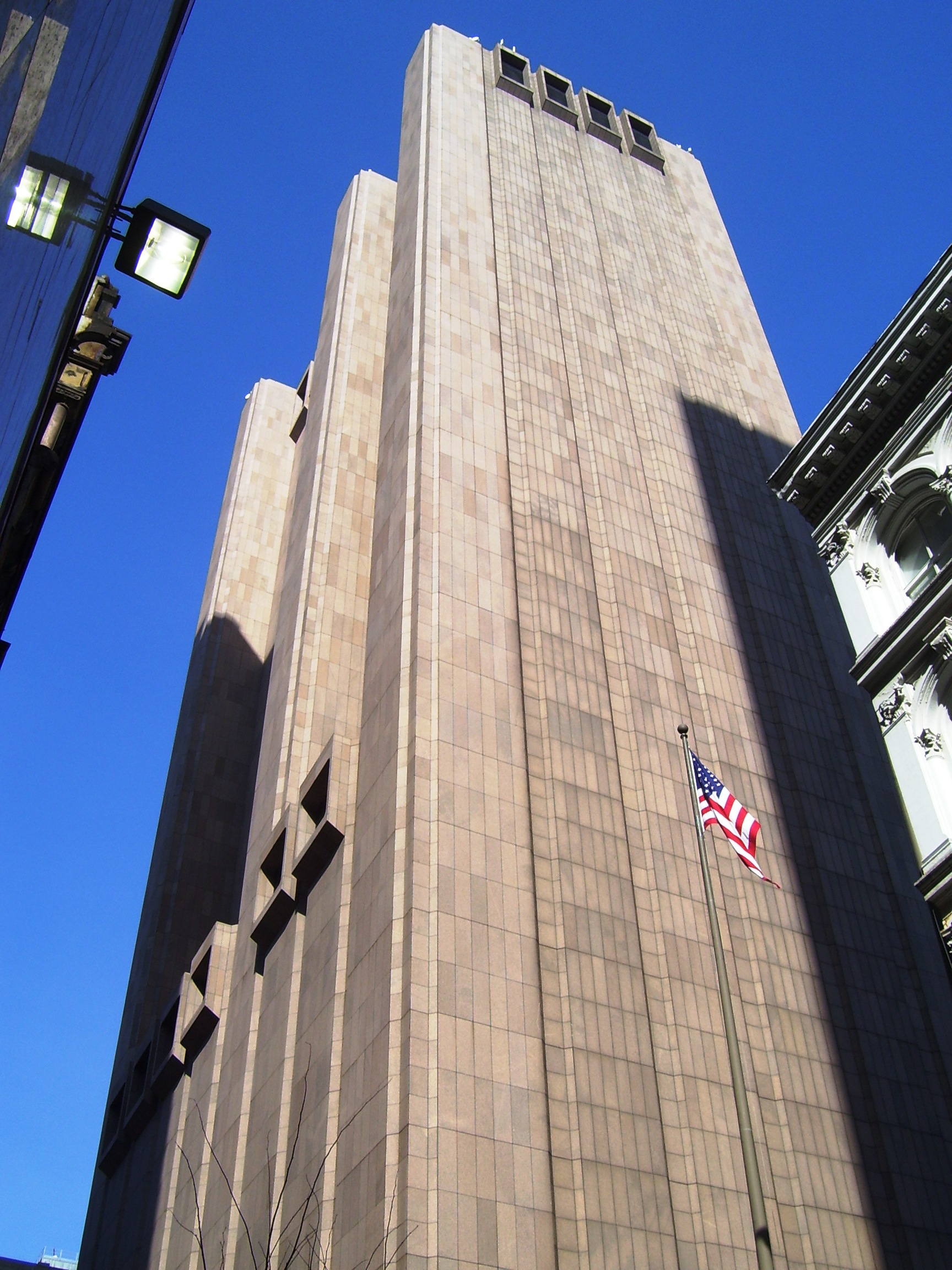
인접한 거리에서 올려다 본 모습

Long Lines Building은 건축가 존 칼 워네케가 브루탈리스트 스타일로 설계하여 1974년에 완공되었다 그 스타일은 일반적으로 호평을 받았으며, 뉴욕 타임즈는 이 건물이 맨해튼에서 "건축학적으로 타당하고" 근처의 다른 어떤 초고층 빌딩보다 "주변 환경과 더 우아하게 조화를 이루는" 보기 드문 건물이라고 말했다.

### 정면
외벽에는 창문(입구 제외)이 없으며 화염 처리된 스웨덴 화강암 표면을 입힌 프리캐스트 콘크리트 패널로 만들어졌다. 공기 덕트, 계단 및 엘리베이터를 수용하는 직사각형 베이스에는 6개의 큰 돌출부가 있다. 10층과 29층에는 크고 돌출된 환기구가 여러 개 있다. William H. Whyte는 이 건물이 세계에서 가장 높은 빈 벽을 특징으로 한다고 주장했다.

### 특징
가정용 전화 교환 장비용으로 제작되었기 때문에 평균 바닥 높이는 18 피트 (5.5 m)이다. 평균적인 고층 건물보다 상당히 높다. 바닥은 또한 활하중 9.6~14.4 kPa을 지탱하도록 설계되어 아주 튼튼하다. 종종 미국에서 가장 안전한 건물 중 하나로 묘사되는 이 건물은 발전 능력과 함께 자체 가스 및 물 공급으로 자급자족할 수 있도록 설계되었으며 핵폭발 후 최대 2주 동안 핵 낙진으로부터 보호된다.

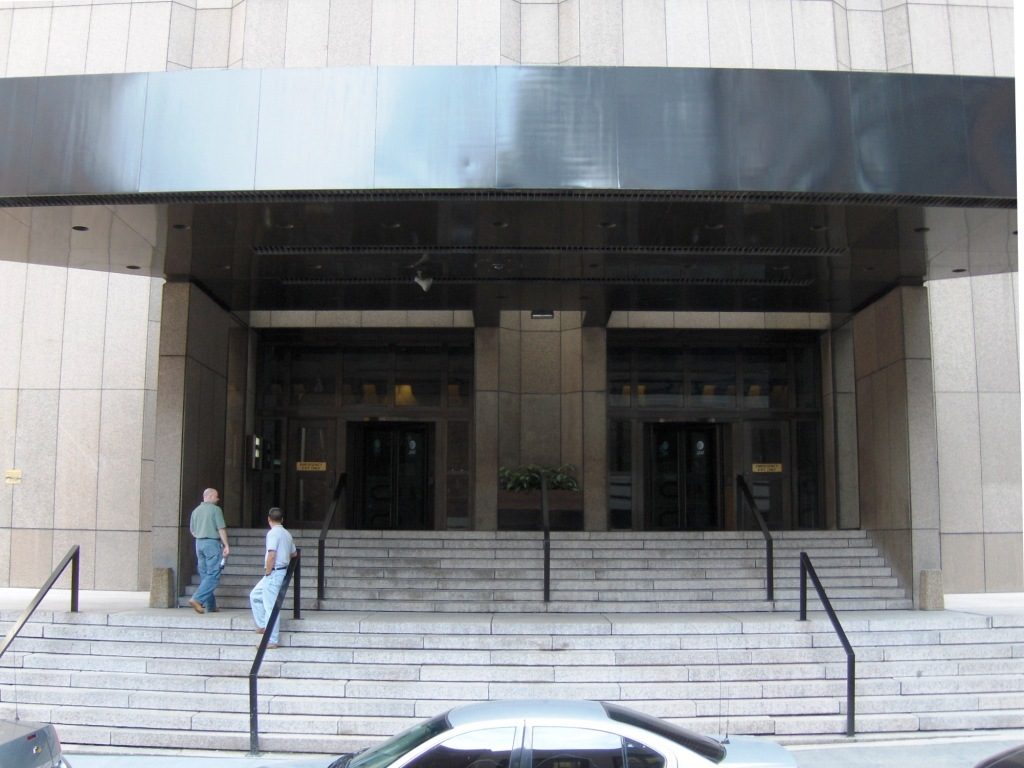
높은 입구 현관을 보여주는 건물 입구의 거리 보기

건물은 교환 (장거리) 전화 통신에 사용되는 3개의 주요 4ESS 스위치 가 포함된 전화 교환 또는 유선 센터 건물이다. 2개는 AT&T Corp. 소유이고 1개는 이전에 Verizon 소유(2009년 폐기됨))였다. 또한 경쟁적인 지역 교환 서비스에 사용되는 여러 다른 스위치를 포함하지만 기존 지역 교환 서비스에는 사용되지 않으며 중앙 사무실이 아니다. 이 시설의 CLLI 코드는 NYCMNYBW이다.
33 토마스는 코드명 TITANPOINTE인 국가 안보국이 운영하는 대규모 감시 허브가 있는 곳일 가능성이 높다. 디 인터셉트의 조사와 Henrik Moltke 및 로라 포이트러스의 단편 다큐멘터리 영화 Project X 에서 둘 다 에드워드 스노든의 세계적 감시망의 폭로를 바탕으로 TITANPOINTE를 식별했다. 조사 결과 해당 시설은 인근 연방 수사국 건물에 연결되고 옥상 장비는 NSA의 SKIDROWE 위성 정보 시스템에 연결되었다.

## 대중문화에서
- 1979년 음모 풍자 영화 Winter Kills에서 33명의 토마스는 엔서니 퍼킨스 가 연기한 John Cerruti가 운영하는 글로벌 감시 작전의 본부로 묘사된다.
- Teju Cole은 뉴욕에 관한 그의 첫 번째 소설 Open City에서 Long Lines를 언급한다.
- Long Lines는 TV 쇼 Mr. Robot 시즌 3에 E Corp.의 은행 기록 보관 시설로 등장한다.
- 이 건물은 The X-Files 에피소드 "This"에 눈에 띄게 등장한다.
- 2018년 넷플릭스 영화 '아논' 에서 살 프리랜드 형사 역을 맡은 클라이브 오웬이 근무했던 건물이다.
- 이 건물은 레미디 엔터테인먼트의 비디오 게임 컨트롤의 배경인 Oldest House의 영감으로 인용되었으며 실제로 Oldest House는 게임 내 다음 집 번호인 34 토마스 스트리트에 있다.[17]

## 같이 보기
- 375 펄 스트리트
- 프로젝트 사무실